# Klubbin

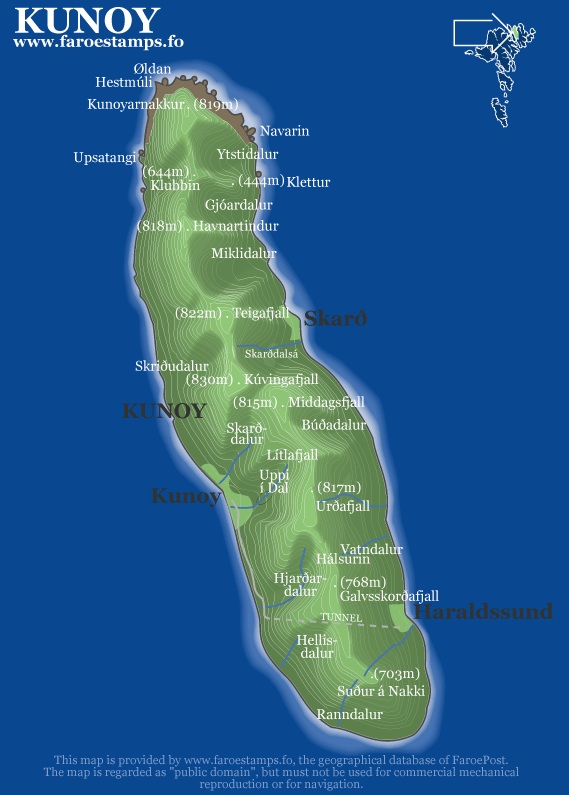
Karta över Kunoy med Klubbin utmärkt

Klubbin är ett berg på ön Kunoy i den norra delen av ögruppen Färöarna. Bergets högsta topp är 644 meter över havet, vilket gör berget till öns nionde högsta berg. Klubbin är beläget längst uppe i nordvästra Kunoy, ute vid kusten.